# Засобье
Засобье — деревня в Осьминском сельском поселении Лужского района Ленинградской области.

## История
Согласно карте из «Исторического атласа Санкт-Петербургской Губернии» 1863 года на месте современной деревни находилась пустошь Засабье.

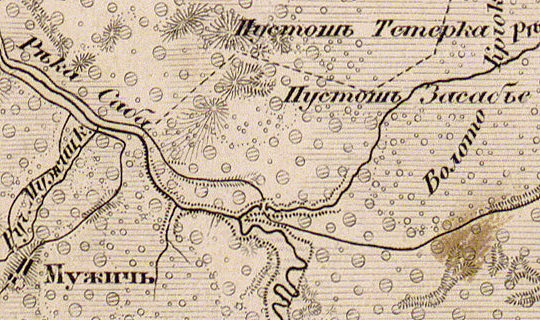
Земли деревни Засобье на карте 1863 года

Согласно материалам по статистике народного хозяйства Лужского уезда 1891 года, пустошь Засобье площадью 202 десятины принадлежала крестьянину Гдовского уезда А. Петрову, пустошь была приобретена в 1886 году за 2200 рублей.
В XIX — начале XX века пустошь административно относилась к Осьминской волости 2-го земского участка 1-го стана Гдовского уезда Санкт-Петербургской губернии.
В «Памятной книжке Санкт-Петербургской губернии» за 1905 год деревня Засобье не значится. 

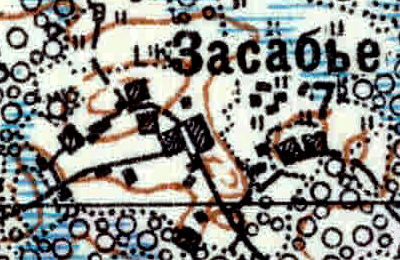
Деревня Засобье карте 1926 года

Согласно топографической карте 1926 года деревня называлась Засабье и насчитывала 7 крестьянских дворов.
По данным 1933 года деревня Засобье входила в состав Николаевского сельсовета Осьминского района.
По данным 1966 года деревня Засобье входила в состав Николаевского сельсовета Лужского района.
По данным 1973 и 1990 годов деревня Засобье входила в состав Рельского сельсовета.
По данным 1997 года в деревне Засобье Рельской волости проживали 6 человек, в 2002 году — 8 человек (все русские).
В 2007 году в деревне Засобье Осьминского СП проживали 10 человек.

## География
Деревня расположена в северо-западной части района близ автодороги 41К-673 (Рель — Николаевское).
Расстояние до административного центра поселения — 27 км.
Расстояние до ближайшей железнодорожной станции Молосковицы — 86 км. 
Деревня находится на правом берегу реки Саба.

## Демография
| 1862 | 1997 | 2007 | 2010 | 2017 |
| ---- | ---- | ---- | ---- | ---- |
| 9    | ↘6   | ↗10  | ↘4   | ↗5   |

## Улицы
Полевая.